# ان‌جی‌سی ۹۸۸
ان‌جی‌سی ۹۸۸ (انگلیسی: NGC 988) نام یک کهکشان است.